# Neersdommer Mühle
Die Neersdommer Mühle war eine Wassermühle (und ein Herrensitz) an der Niers in Grefrath mit einem unterschlächtigen Wasserrad.

## Geographie
Die Neersdommer Mühle hat ihren Standort an der Niers in Niederfeld 13 im Ortsteil Niederfeld in der nordrhein-westfälischen Gemeinde Grefrath im Kreis Viersen. Das Gelände, auf dem das Mühlengebäude steht, liegt auf ca. 32 m über NN.
Die Niers versorgte über Jahrhunderte die Neersdommer Mühle mit Wasser. Die Pflege und Unterhaltung des Gewässers obliegt dem Wasser- und Bodenverband der Mittleren Niers, der in Grefrath seinen Sitz hat.

## Geschichte
Die Existenz der Neersdommer Mühle geht aus einer Grenzbeschreibung des Jahres 1348 hervor. In einer Urkunde von 1354 erfährt man dann, dass die Mühle dem Herzog von Geldern gehörte. Dieser verkaufte die Mühle an seinen Lehnsmann Johan von Honselaer. 1522 kam die Neersdommer Mühle an das Erzstift Köln. Dieses vergab die Mühle in der Folgezeit stets nur in Zeitpacht. Nach der Konfiszierung durch den französischen Staat kaufte Peter Heinrich Stieger das Anwesen. Die Mühle besaß mit ihren vier Mahlwerken große Bedeutung, zumal sie 24 Stunden am Tag betrieben werden konnte. Ende des 19. Jahrhunderts ging es dann mit den Mühlen abwärts. Die letzte Erbin von Gut und Mühle Johanna Stieger vererbte den gesamten Besitz in der Zeit 1899/1904 den Benediktinern. Der Mahlbetrieb wurde ebenso wie die Erzeugung von Strom und der Nutzung zur Bewässerung 1942 endgültig eingestellt.

## Galerie

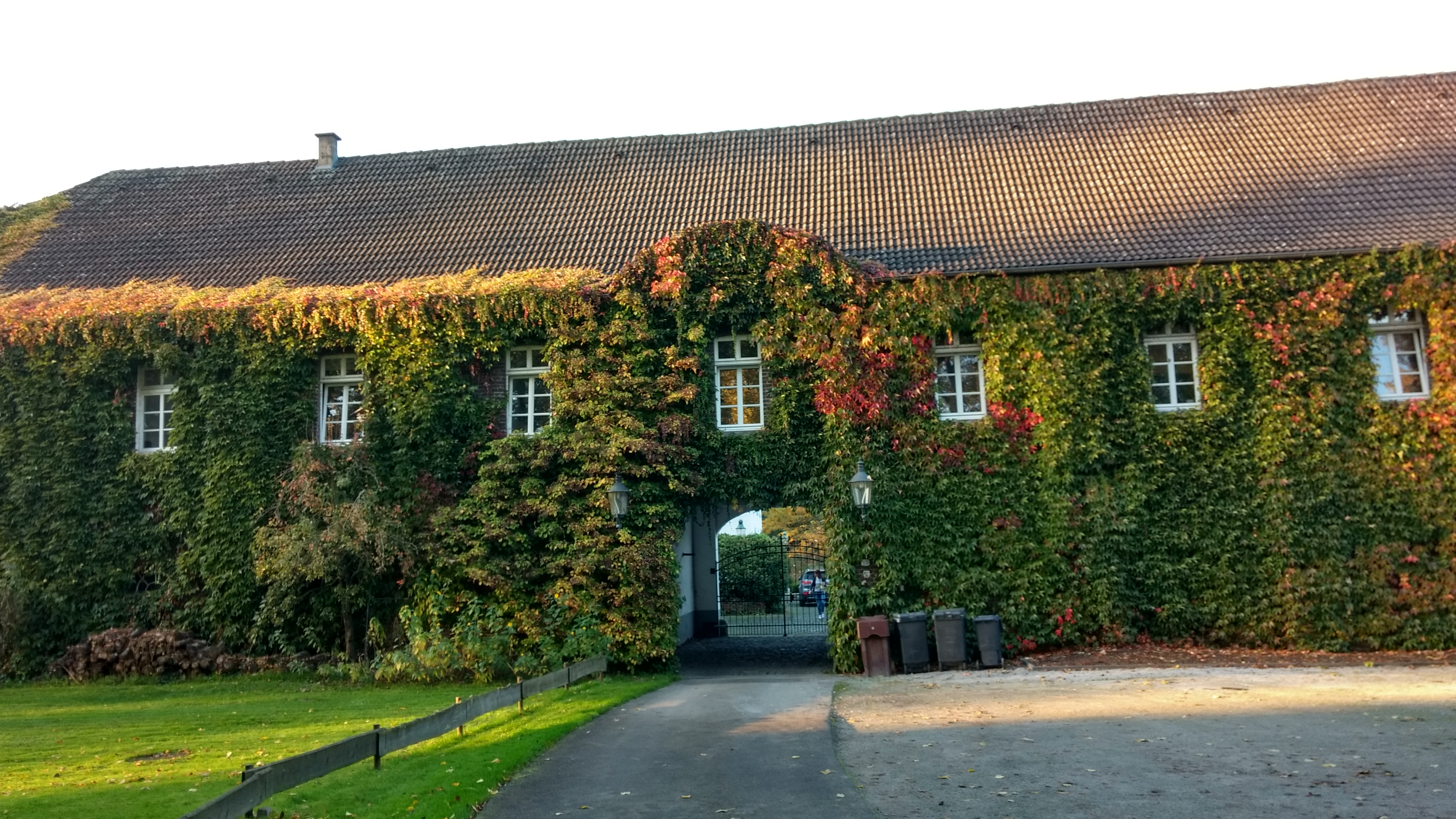
Torbau
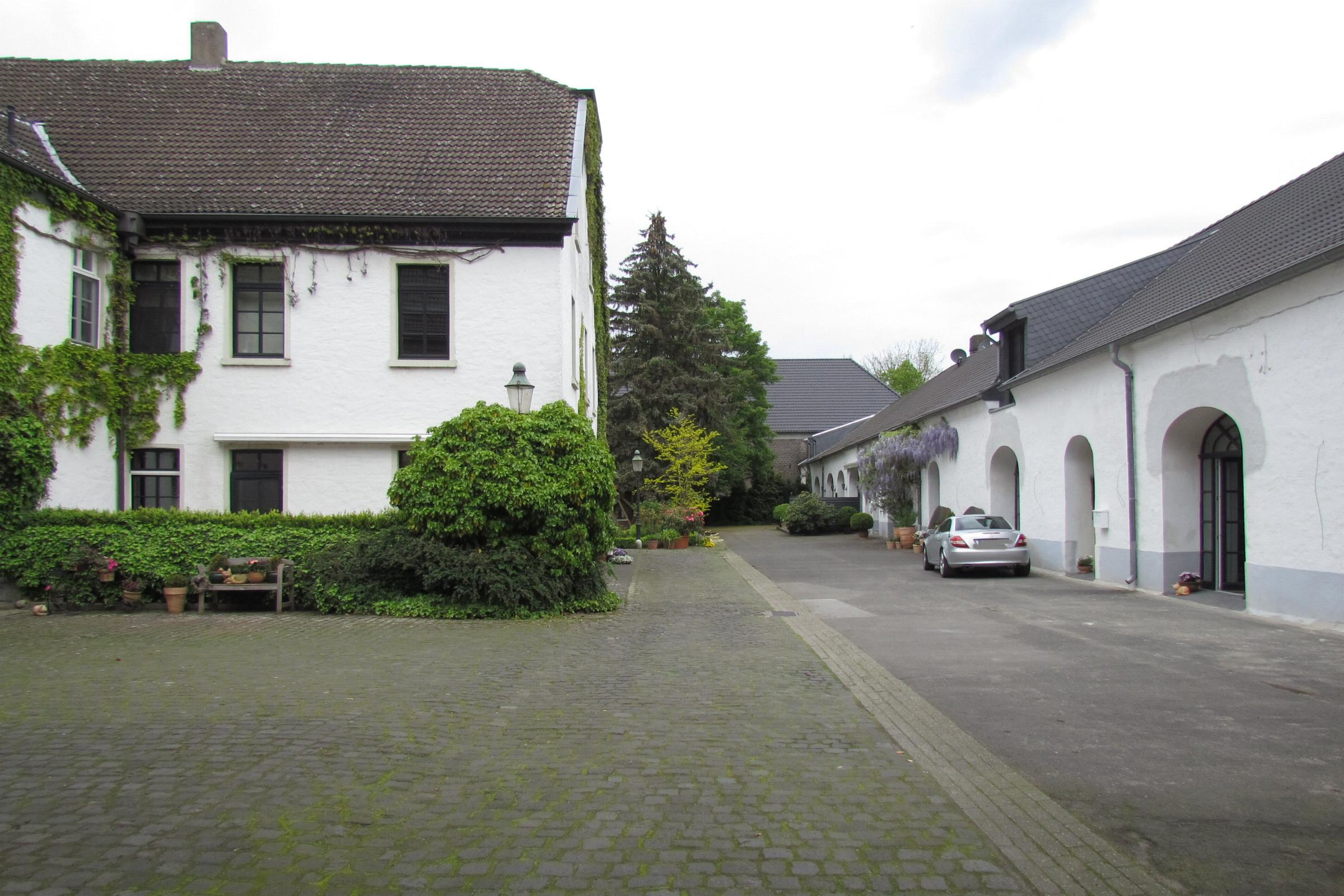
Wohn- und Wirtschaftsgebäude
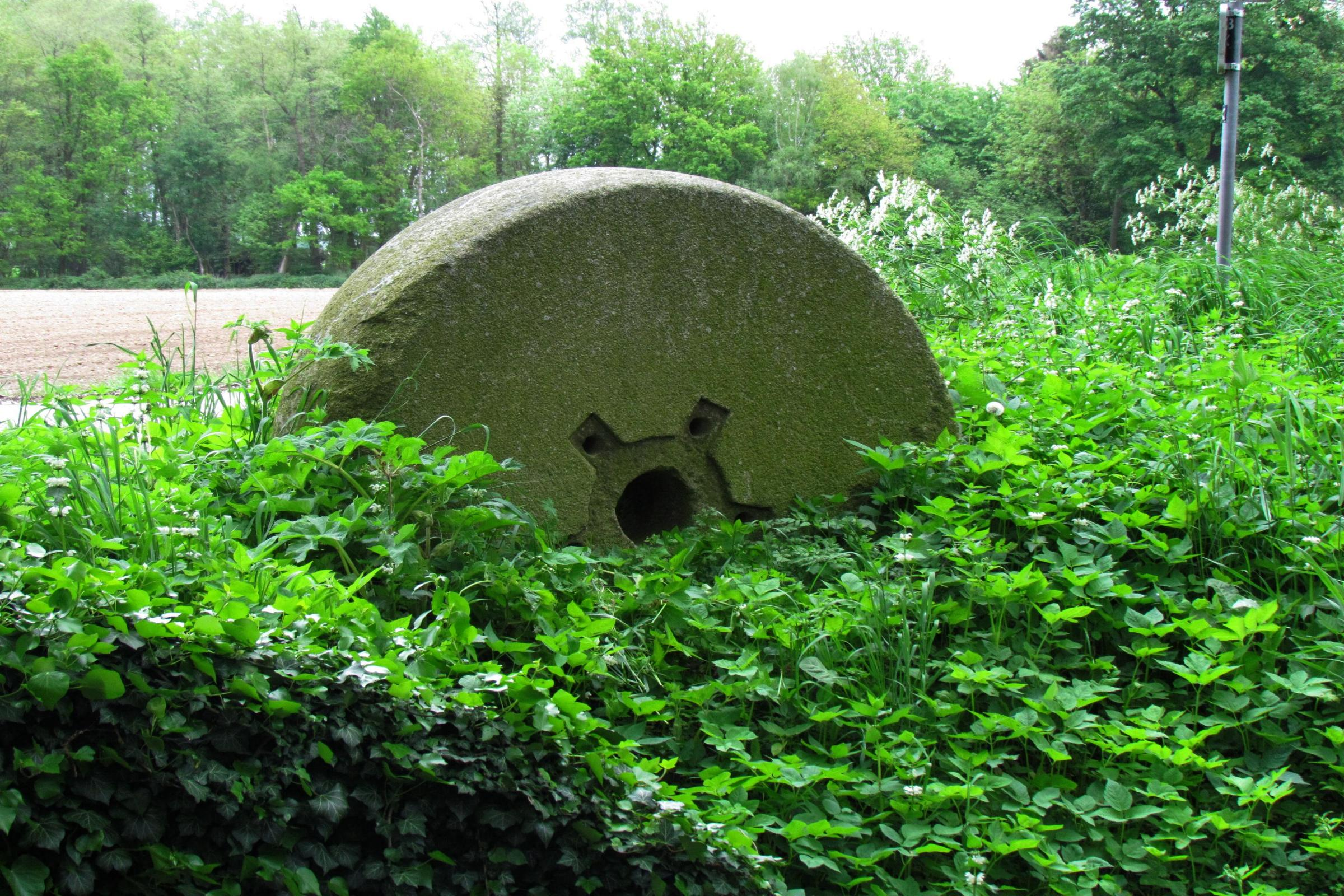
Mühlstein an der Neersdommer Mühle
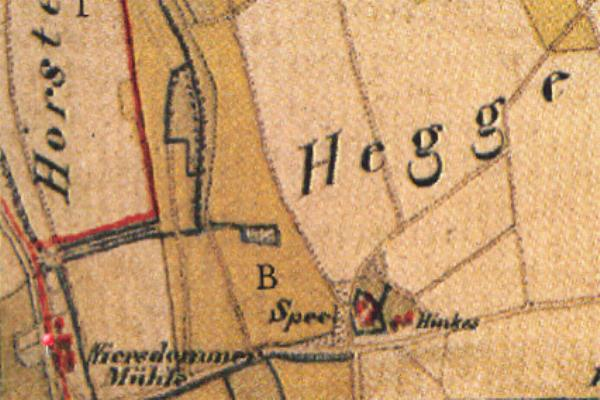
Tranchotkarte 1806

## Denkmaleintrag
18./19. Jh. entstandene Hofanlage „Neersdommer Mühle“, 4-flügelige Backsteinanlage im Wesentlichen bestehend aus dem 2-geschossigen Torbau in 9 Achsen mit Arkadengliederung, Krüppelwalmdach und Toreinfahrt mit Wappen. Backsteinmauerwerk mit Blausteinsockel und Fenster-Kämpfern sowie 2-geschossiges Wohnhaus mit nicht durchgezogenen Achsen, verputzt, mit Krüppelwalmdach, Fenster verändert. Besonderheit: alte Eingangstüre.
Eintrag 6. November 1984
Denkmalliste Grefrath Oe 1, Eintrag: 6. November 1984